# Катализатор

Схема протекания реакции с катализатором

Общая диаграмма потенциальной энергии, показывающая влияние катализатора в гипотетической экзотермической химической реакции X + Y с образованием Z. Присутствие катализатора открывает другой путь реакции (показан красным) с более низкой энергией активации. Конечный результат и общая термодинамика совпадают.

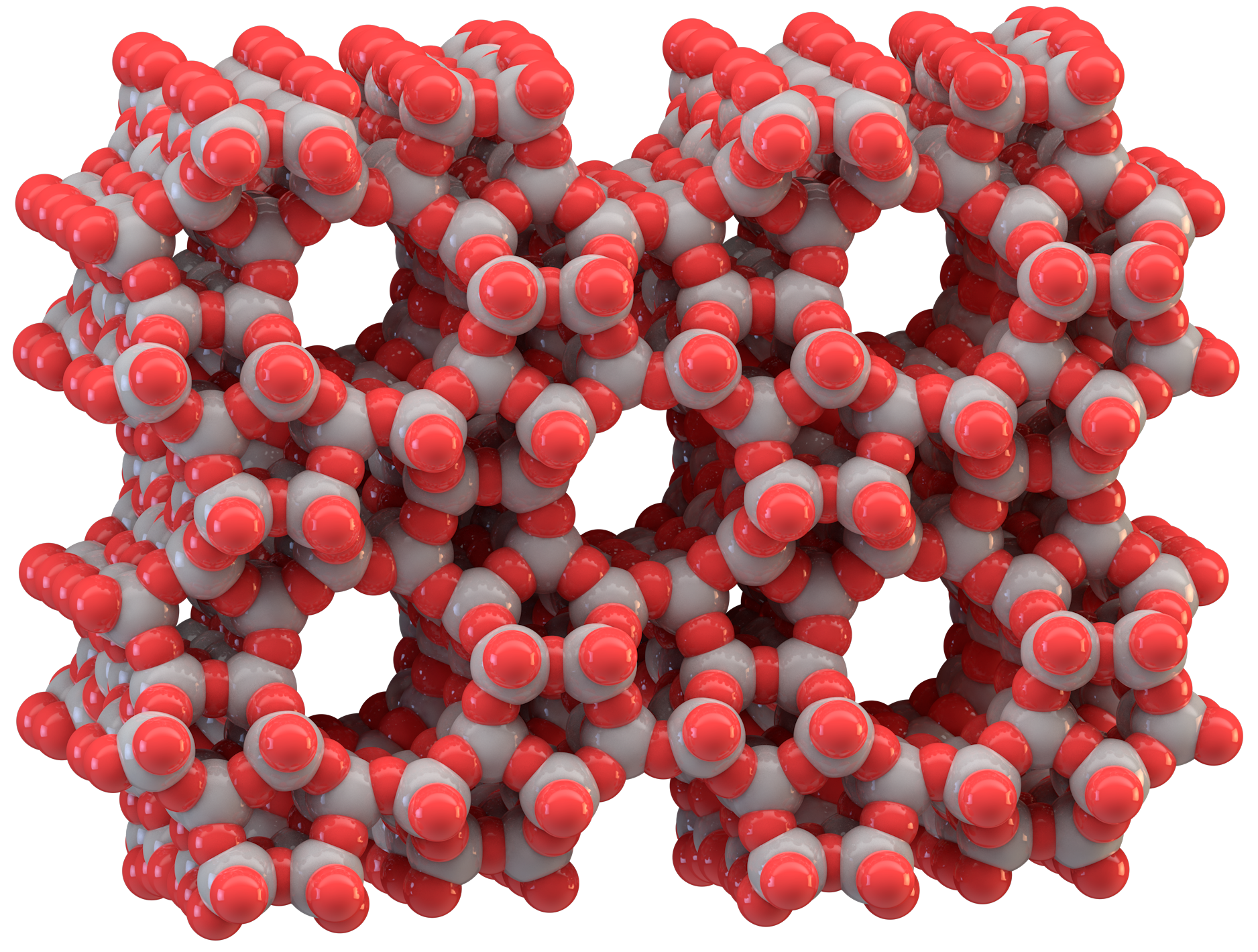
Микропористая молекулярная структура цеолита ZSM-5 используется в катализаторах, используемых на нефтеперерабатывающих заводах.

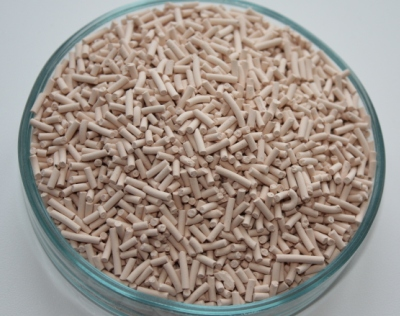
Цеолиты экструдируются в виде гранул для облегчения работы в каталитических реакторах.

Катализа́тор — химическое вещество, ускоряющее реакцию, но не расходующееся в процессе реакции.
Ингибитор не является противоположным понятием, так как расходуется в ходе реакции.

## Катализаторы в химии
Катализаторы подразделяются на гомогенные и гетерогенные. Гомогенный катализатор находится в одной фазе с реагирующими веществами, гетерогенный — образует самостоятельную фазу, отделённую границей раздела от фазы, в которой находятся реагирующие вещества. Типичными гомогенными катализаторами являются кислоты и основания. В качестве гетерогенных катализаторов применяются металлы, их оксиды и сульфиды.
Реакции одного и того же типа могут протекать как с гомогенными, так и с гетерогенными катализаторами. Так, наряду с растворами кислот применяются имеющие кислотные свойства твёрдые Al2O3, TiO2, ThO2, алюмосиликаты, цеолиты. Гетерогенные катализаторы с основными свойствами: CaO, BaO, MgO.
Гетерогенные катализаторы имеют, как правило, сильно развитую поверхность, для чего их распределяют на инертном носителе (силикагель, оксид алюминия, активированный уголь и др.).
Для каждого типа реакций эффективны только определённые катализаторы. Кроме уже упомянутых кислотно-основных, существуют катализаторы окисления-восстановления; для них характерно присутствие переходного металла или его соединения (Со+3, V2O5+MoO3). В этом случае катализ осуществляется путём изменения степени окисления переходного металла.
Много реакций осуществлено при помощи катализаторов, которые действуют через координацию реагентов у атома или иона переходного металла (Ti, Rh, Ni). Такой катализ называется координационным.
Если катализатор обладает хиральными свойствами, то из оптически неактивного субстрата получается оптически активный продукт.
В современной науке и технике часто применяют системы из нескольких катализаторов, каждый из которых ускоряет разные стадии реакции. Катализатор также может увеличивать скорость одной из стадий каталитического цикла, осуществляемого другим катализатором. Здесь имеет место «катализ катализа», или катализ второго уровня.
В биохимических реакциях роль катализаторов играют ферменты.
Катализаторы следует отличать от инициаторов. Например, перекиси распадаются на свободные радикалы, которые могут инициировать радикальные цепные реакции. Инициаторы расходуются в процессе реакции, поэтому их нельзя считать катализаторами.
Ингибиторы иногда ошибочно считают отрицательными катализаторами. Но ингибиторы, например, цепных радикальных реакций, реагируют со свободными радикалами и, в отличие от катализаторов, не сохраняются. Другие ингибиторы (каталитические яды) связываются с катализатором и его дезактивируют, здесь имеет место подавление катализа, а не отрицательный катализ. Отрицательный катализ в принципе невозможен, так как противоречит закону сохранения энергии: он обеспечивал бы для реакции более медленный путь, но реакция, естественно, пойдёт по более быстрому, в данном случае, не катализированному, пути.

## Катализаторы в автомобилях
Задачей автомобильного катализатора является снижение количества вредных веществ в выхлопных газах. Среди них:
- окись углерода (СО) — ядовитый газ без цвета и запаха
- углеводороды, также известные как летучие органические соединения — один из главных компонентов смога, образуется за счёт неполного сгорания топлива
- оксиды азота (NO и NO2, которые часто объединяют под обозначением NOx) — также являются компонентом смога, а также кислотных дождей, оказывают влияние на слизистую человека.[5]